# Конгресс поляков в России
Федеральная польская национально-культурная автономия «Конгресс поляков в России» — российская общественная организация, национально-культурная автономия, объединяющая региональные польские организации, расположенные на территории РФ, и представляющая интересы польского национального меньшинства на федеральном и международном уровне.
Задачей Конгресса является координация образовательной и культурной деятельности локальных организаций, проведение культурных мероприятий, взаимодействие с федеральными властями, международными организациями поляков и Республикой Польша.

## Структура
Конгресс объединяет 48 региональных польских организаций, расположенных в большинстве крупных городов Российской Федерации. Председателем Конгресса является Халина Суботович-Романова (пол. Halina Subotowicz‒Romanowa). С момента создания Конгресса в 1992 году состоялось пять съездов организации (в 1992, 1997, 2003, 2007 и 2012 годах).

### Организации — члены конгресса
| Город            | Организации |
| ---------------- | --- |
| Абакан           | Культурно-Национальная общественная организация «Полония» Республики Хакасия |
| Анапа            | Центр польской культуры «Наш дом» |
| Барнаул          | Центр польской культуры Барнаульская городская общественная организация «Дом польский»                                                                                            |
| Бийск            | Польский национальный центр «Ожел Бялы» |
| Брянск           | Национально-культурное общество «Дом Польский» |
| Владивосток      | Приморская общественная организация «Дом польский» |
| Владикавказ      | Союз поляков в Северной Осетии «Дом польский» |
| Владимир         | Центр польской культуры |
| Волгоград        | Общество польской культуры «Нова кропля» «Кропля» |
| Екатеринбург     | Екатеринбургская городская общественная организация "Польское общество «Полярос»                                                                                                  |
| Железноводск     | Региональная общественная организация Ставропольского края «Объединенные польские сердца»                                                                                         |
| Иркутск          | Польская Культурная Автономия «Огниво» |
| Казань           | Центр польской культуры «Ожел Бялы» |
| Калининград      | Местная Польская Национально-Культурная Автономия г. Калининграда «Polonia» |
| Краснодар        | Польский национально-культурный центр «Единство» |
| Красноярск       | Красноярская региональная национально-культурная автономия «Дом польский» |
| Курск            | Курское городское общество польской культуры «Wspólnota Polska» |
| Минусинск        | Местная Национально-Культурная общественная организация «Полония Минусинска» |
| Москва           | Московская национально-культурная автономия поляков «Дом польский» |
| Новосибирск      | Культурно-просветительское общество «Дом польский» |
| Омск             | Омская областная общественная организация "Польский культурно-просветительский центр «Полонез» Омское региональное польское культурно-просветительское общество «Rodzina — Семья» |
| Оренбург         | Центр польской культуры «Вавель» Оренбургская областная общественная организация культурно-просветительский центр «Червонэ Маки»                                                  |
| Пенза            | Общество польской культуры «Полония» |
| Пермь            | Пермский Центр польской культуры |
| Петрозаводск     | Карельская Региональная Общественная Организация "Общество польской культуры «Ядвига»                                                                                             |
| Пятигорск        | Национальная культурная общественная организация «Союз поляков на Кавказских Минеральных Водах»                                                                                   |
| Самара           | Польский городской культурно-просветительский центр Польский культурный центр «Потомэк — Поляки Самары»                                                                           |
| Санкт-Петербург  | Региональная общественная организация «Конгресс поляков в Санкт-Петербурге» |
| Саратов          | Национально-культурный центр «Дом польский» |
| Смоленск         | Смоленское областное культурно просветительское общество поляков «Дом польский» Смоленская полонийная организация «Польская школа»                                                |
| Ставрополь       | Национально-культурное общество «Союз поляков Ставрополя» |
| Тольятти         | Польский культурно-просветительский центр «Одродзение» |
| Томск            | Томская региональная общественная организация "Центр польской культуры «Дом Польский» Томский польский национальный Центр «Белый Орел»                                            |
| Тюмень           | Тюменский областной центр польской культуры и просвещения «Лятарник» |
| Улан-Удэ         | Местная общественная организация "Национально-Культурная автономия поляков г. Улан-Удэ «Наджея»                                                                                   |
| Усолье-Сибирское | Усольская городская национально-культурная общественная организация поляков «Сибирь»                                                                                              |
| Уфа              | Польский культурно-просветительский центр Республики Башкортостан |
| Хабаровск        | «Дом Польский» |
| Челябинск        | Челябинская региональная общественная организация «Польское культурное общество „Солярис“»                                                                                        |
| Якутск           | «Полония» |
| Ярославль        | Ярославская региональная просветительская организация «Дом Польский» |